# نشانگر ژنتیکی
نشانگر ژنتیکی (به انگلیسی: Genetic Marker) به‌عنوان گونه‌ای از نشانگرهای مولکولی، یک ژن یا بخشی از توالی دی‌ان‌ای است که جایگاه شناخته‌شده‌ای بر روی کروموزوم (فام‌تن) دارد و آن را می‌توان برای شناسایی افراد یا گونه‌ها به‌کار برد. دگرگونی در یک نشانگر ژنتیکی می‌تواند درپی یک جهش ژنی یا دگرگونی در جایگاه فام‌تنی (کروموزومی) دیده شود. همانگونه که گفته شد، یک نشانگر ژنتیکی می‌تواند تنها بخش کوتاهی از دی‌ان‌ای باشد، برای نمونه یک چیدمان (توالی) پیرامون یک تک-نوکلئوتید چندریخت، یا بخش درازتری از دی‌ان‌ای باشد، مانند ماهوارک‌ها.

## پیش‌زمینه
سال‌ها نگاشت ژن برای شناخت جانداران به نشانگرهای فنوتیپی سنتی محدود شده‌بود. این شامل ژن‌هایی بود که به‌سادگی به شکل ویژگی‌های قابل مشاهده مثل گروه‌خونی یا شکل بذر بیان می‌شد. رشد و توسعه نشانگرهای ژنتیکی، خصوصیت‌های ژنتیکی جانداران را که قابل دیدن به صورت مشخصات ظاهری و ریختی نبودند، توانست شناسایی کند (مانند تنوع پروتئین).

## گونه‌های نشانگرهای ژنتیکی
گونه‌های بسیاری از نشانگرهای ژنتیکی وجود دارد که هرکدام سودمندی‌ها و محدودیت‌های ویژه‌‌ی خود را دارند. درون نشانگرهای ژنتیکی خود سه‌گروه از نشانگرها وجود دارند: "نشانگرهای نسل‌اول"، "نشانگرهای نسل‌دوم" و "نشانگرهای نسل‌جدید". نشانگرهای موجود در سه‌گروه فوق نیز می‌توانند خود به دو گونه‌ غالب‌کامل و غالب‌هم‌بارز تفکیک شوند. شناسایی غالبیت‌کامل یا غالبیت‌هم‌بارز با یک نشانگر می‌تواند به شناسایی خالص‌بودن یا ناخالص‌بودن آن جاندار از آن ژن کمک کند. نشانگرهای غالب‌هم‌بارز به‌دلیل اینکه بیش از یک الل را شناسایی می‌کنند و بدین ترتیب پژوهشگران می‌توانند یک الل خاص را در فنون ترسیم نقشه ژنتیکی دنبال کنند.
| سرواژه | نام نشانگرها                           | PCR |
| ------ | -------------------------------------- | --- |
| RAPD   | چندشکلی قطعات دی‌ان‌ای تکثیریافته تصادفی | *   |
| AFLP   | چندشکلی طولی قطعات تکثیریافته          | *   |
| RFLP   | چندشکلی طولی قطعات برش‌یافته            | -   |
| SNP    | چندشکلی تک نوکلئوتیدی                  | *   |
| IRAP   | چندشکلی تقویت‌شده بین رتروترانسپوزونی   | *   |
| OP     | چندشکلی الیگونوکلئوتید                 | *   |
| SSR    | توالی‌های تکراری ساده یا ریزماهواره‌ها   | *   |
| VNTR   | توالی پشت‌سرهم تکراری تغییرپذیر         | *   |
| ISTR   | توالی تکراری معکوس برچسب‌گذاری شده      | *   |
| ASAP   | الل خاص همراه آغازگر                   | *   |